# لابلس
لابلس (الكورية: 라필루스) هي فرقة فتيات كورية جنوبية أسستها وأدارتها شركة أم آل دي للترفيه، تتكون الفرقة من ست عضوات: شانتي، شانا، يوي، بيسي، سيوون، وهايون. ظهرت الفرقة لأول مرة في 20 يونيو 2022، بإصدار ألبومها الرقمي المنفرد "هيت يا!".

## الاسم
في مؤتمر صحفي حصري مع شبكات الإعلام الفلبينية أيه بي أس-سي بي أن وسي أن أن الفلبينية أوضحت القائدة شانا أن اسم مجموعتهم مشتق من كلمة لاتينية. "وتعني حجرًا خاصًا أو مثل الجوهرة التي تلمع بألوان مختلفة اعتمادًا على اتجاه الضوء"، كما قالت.